# 동맹 90/녹색당

과거 동독 녹색당의 로고

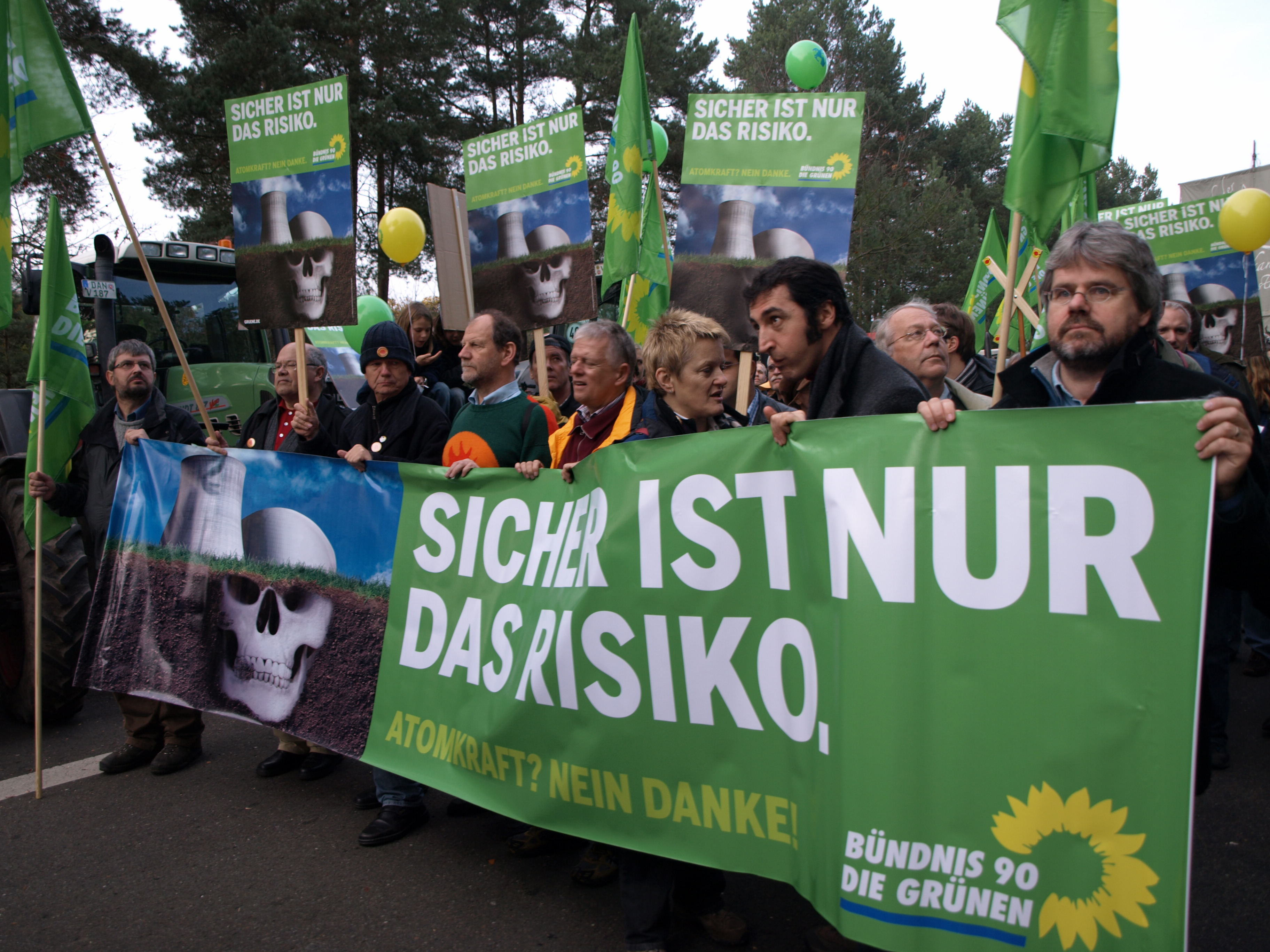
2008년 11월 8일, 녹색당의 반핵 운동

동맹 90/녹색당(독일어: Bündnis 90/Die Grünen, 뷘드니스 90/디 그뤼닌[*], GRÜNE)은 독일의 녹색 정치 정당으로 1970년대 다양한 신사회 운동에 그 뿌리를 두고 탄생한 정당이다. 1980년 서독에서 녹색당(Die Grünen)으로 정식 창당되었으며, 동독의 동맹 90과 통합하였다. 독일 녹색당은 세계의 많은 녹색당들 중에 가장 오래되고 가장 성공한 녹색당으로 평가되며, 전 세계의 녹색당 중에서 가장 규모가 큰 녹색당이다. 전 세계 녹색당들의 국제조직인 글로벌 그린즈에 가입되어 있다. 과거에는 올라프 숄츠가 집권하면서 독일 사회민주당과 함께 여당으로서 연립내각을 구성하였다. 하지만 현재는 프리드리히 메르츠가 집권을 하게 되면서 야당이 되었다.

## 정치적 입장

### 강령
"미래는 녹색이다.(독일어: Die Zukunft ist grün)" 가 현재 녹색당(Bündnis 90/Die Grünen) 강령이다.
2002년 베를린 당대회에서 채택된 강령으로 환경, 민주주의, 경제에 관한 녹색당의 입장을 밝히고 있다. 자세히는 친환경적 세제개혁, 지속가능한 에너지사용, 동물의 기본권, 사회 기초보장 등에 다루고 있다. 이 강령은 3년간의 논쟁끝에 소위 "자르브뤼켄 강령(Saarbrücker Programm,1980)을 90%으로 찬성으로 개정한 것이다. 이에 따라 "자르브뤼켄 강령에서의 생태적 가치, 사회적 가치, 비폭력주의, 풀뿌리 민주주의를 표방하던 당의 기본입장도 생태, 자결, 정의, 민주주의를 중시하는 기본입장으로 바뀌게 되었다. 이후 2009년 당 전당대회에서 채택한 녹색당 선거강령으로는 구체적으로
1. 향후 4년 동안 기후, 교육, 사회정책에 투자하여 100만개의 일자리 창출
2. 시간당 7.5유로의 최저임금 정책 채택
3. 현재 351유로에서 420유로로 <하르츠 IV> 내용 수정
4. 저소득층에게 사회보험료를 덜 내게 함.
5. 보장연금(Garantierente) 도입
6. 핵 에너지 감소 및 화력발전소 증설 반대
7. 의료체계 안에 시민보험(Buergerversicherung) 도입
8. 향후 5년간 500,000명의 대학 정원 확대
9. 1살 때 유치원 입학 권리 부여
10. 모든 어린이에 대해 기본보호(Grundsicherung) 보장

등이 있다.
이전에는 독일의 NATO 탈퇴와 급진적 토대민주주의를 주장했었다. 그리고 급진적 평화주의적 입장을 취했으나 1999년에 이르러서는 이 입장을 포기하고 코소보 전쟁에 찬성하기에 이른다.
1990년대까지는 생태사회주의자들과 녹색보수주의자들을 포함하는 포괄주의 정당적 성격이 강했으나, 이후 녹색당 정부가 좌파-자유주의적 입장을 내세우면서 좌파 성향의 당원들은 거의 대부분 좌파당으로, 우파 성향의 당원들은 환경민주당을 창당해 입당하였다.

### 정치적 입장
- 환경정책 (Umweltpolitik): 녹색 정책의 핵심적인 생각은 지속가능한 개발이다. 정치적 논쟁에 있었어서 녹색당은 환경보호를 위해 지속가능성이라는 개념을 자주 사용한다. 이를 통해 자연 자원의 보존을 생각한다. 그 결과 재생에너지 위한 녹색당의 개입같은 정책이 나오게 된다.
- 경제-사회 정책: 지속가능성은 일반적 정치 노선로서도 이해가 된다. 그래서 현 세대의 욕구 충족을 위해 미래세대의 기회를 희생해서는 안된다고 생각한다. 이에 따라 녹색당은 지속적인 성장을 전제로 하는 복지에 대해 비관적인 입장을 가진다.
- 사회 정책: 지속가능성의 핵심은 보수적임에도 불구하고 녹색당의 사회정책은 자유주의와 시민권을 지지하는 입장을 취한다. 이주자들을 위한 통합정책과 동성간의 파트너인정을 주장하는 동성애정책이 그 예이다.
- 유럽 정책: 터키의 유럽연합 EU 가입을 지지하고, 현재 제출된 유럽헌법안에 찬성하는 입장이다.
- 교육 정책: 대학등록금(Studiengebühren)도입에 반대하고, 공동학교(Gesamtschule, 인문계학교와 실업계학교 그리고 직업계학교의 통합운영)정책을 지지한다.

## 역사

### 연원과 창당
녹색당은 60년대 후반 일어난 후반 학생 운동의 영향으로 독일 정치에 확고한 유권자 층을 형성하며 탄생된 시민운동의 결과물이자, 70년대 중반에서 후반까지 서독의 다양한 신사회운동 그룹들의 연합을 통해 탄생한 정당이다. 70년대 중반부터 여러 형태의 시민 운동들이 조직되게 되는데, 이는 원자력 발전소 건립 반대를 위한 것이 주를 이루고 있었다. 이러한 결과 점차 전국 규모의 조직적인 환경 운동 단체로 거듭나게 되었고, 1979년 최초로 여러 조직을 통합하고 유럽의회 선거에 정치연합 녹색(Sonstige politische Vereinigung DIE GRÜNEN)„이란 이름으로 참가하여 3.2%의 지지를 얻었다. 1980년 1월 13일 칼스루에(Karlsruhe)에서 연방 정당 녹색당을 창당한다. 그들의 정치적 슬로건은 사회적, 환경적, 토대민주주의적 그리고 평화주의적 이었다. 페트라 켈리(Petra Kelly)가 말한 것처럼 스스로를 "반정당 정당(Anti-Parteien-Partei)"으로 이해했다. 녹색당의 성공은 많은 사회정치적 논쟁을 불러 일으켰다.

### 1983-1990: 연방의회 진출과 1990년까지의 발전
1983년 정당선호투표에서 5,6%를 득표하면서 27명의 연방의원 배출하게 된다. 녹색당은 1961년 총선 이후 CDU/CSU, SPD, FDP 세 정당 외에 처음으로 5%가 넘는 지지율을 확보함으로써 5% 장애 조항을 극복한 첫 정당이 되었다. 다음해 연방체제와의 관계설정을 두고 원칙주의자 (Fundi)와 현실주의자 (Realo)간의 당내 노선 투쟁을 겪게 된다. 1985년 헤센주에서 최초로 적녹연정을 결성하고 요슈카 피셔(Joschka Fischer)가 환경부장관으로 주정부연정에 참가한다.
1987년 연방선거에는 8.3%의 득표로 44명의 연방의원을 배출한다.
베를린 장벽 붕괴와 독일 통일은 녹색당에게 중요한 전환기이다. 녹색당의 거의 대부분은 장벽붕괴 이전에 독일문제에 관심이 없었다. 1990년 연방선거에서 슬로건으로 사용한 "모두가 독일에 대해 이야기한다. 우리는 기후에 대해 이야기한다.(Alle reden von Deutschland. Wir reden vom Klima.)"라는 문구가 그 걸 잘 나타내 준다. 1989년 동독 녹색당(die Grüne Partei der DDR)이 창당되고 이듬해 서독의 녹색당과 통합하게 된다.

#### 반핵 뉘른베르크 재판
1983년 2월, 전범재판을 본떠 독일의 평화운동단체인 '녹색당'이 노벨의학상 수상자 조지 월드 박사 등 7명을 판사로 하여 개정한 모의재판. 핵 선제사용, 핵전쟁을 초래하는 기술개발은 국제법 위반, 인류에 대한 범죄라고 판결하였다. 1983년 12월 서구에 배치될 예정이었던 INF(중거리 핵전력)도 국제법 위반으로 판결받았다.

### 1990-1998: 동맹 90과 통합 그리고 1998년 연정참여까지의 발전
1990년 연방의회 선거에서 서독에서 녹색당은 5%를 넘지 못해 의석 확보에 실패한 반면, 동독지역에서는 시민운동세력과 녹색당이 결성한 선거연합 동맹 90/녹색당(Bündnis 90/Grüne)이 8명의 의원을 배출한다. 1991년 동독 시민운동인 "새 포럼(Neues Forum)"와 "민주주의 지금(Demokratie jetzt)", "평화와 인권운동(Initiative Frieden und Menschenrechte)"이 "동맹90(Bündnis 90)"을 결성한다. 이 시기에 원칙주의자들인 유타 디트푸러쓰(Jutta Ditfurth), 라이너 트라페르트(Rainer Trampert), 토마스 에버만(Thomas Ebermann)이 탈당을 한다. 1993년 "동맹 90(Bündnis 90)"과 녹색당(Die Grünen)이 통합해서 동맹 90/녹색당(Bündnis 90/Die Grünen)을 결성한다. 그러나 이로써 녹색당 내부에서 조직문제, 당내 민주화 문제 등에 대해 여러 의견들이 개진되고, 이를 극복하는데 많은 어려움을 겪었다. 또한,(동맹90 : 녹색당) 1:15의 비율을 가지게 되면서 두 당의 합당이 그리 순탄치 만은 않게 진행되었다. 이 와중에도 1994년 연방의회 선거에서는 7.3%의 득표로 49명의 연방의원을 배출한다.
그해 청년조직인 녹색청년(Grüne Jugend)을 만든다. 이를 통해 친 녹색당이면서 당과 직접 연관을 갖지 않고 있던 청년 민주(Jungdemokraten)와 경쟁하게 된다. 1996년에는 분산되어 있던 정당재단은 하인리히 뵐 재단 (Heinrich-Böll-Stiftung)으로 통합한다.

### 1998-2005: 연정 참여
1998년 연방선거후 적록(사민+녹색)연정이 탄생함으로써 녹색당(6.7%)은 독일 정당사의 새로운 장을 열게 되었다. 요슈카 피셔가 연방 부총리겸 외무부장관이 된 것 외에 안드레아 피셔가 건강부장관, 위르겐 트리틴이 환경부장관으로 입각하였다.
2001년 1월 BSE위기 이후 아드레아 피셔가 물러나고 사민당의 울라 슈미트가 그 자리를 물려받게 되면서, 녹색당의 레나테 퀴나스트(Renate Künast)가 소비자보호, 식량, 농업부 장관을 물려받게 되었다.
1998-2002 의회 임기 동안 녹색당은 환경세를 도입하고(비록 당초 녹색당안에서 후퇴한 것이기는 하지만), 시민권법을 개정했고, 생활파트너제(Eingetragene Lebenspartnerschaft)를 가능하게 했고, 핵발전을 점차 줄여 나갔고 또 재생가능에너지법을 통과시켰다.
코소보 전쟁참가 등 재무장정책의 외교정책과 사민당과의 타협에 대한 많은 비판이 있었다.
2002년 연방선거 직전인 2002년 3월 베를린에서 "미래는 녹색이다."라는 새로운 당 강령을 채택하고 환경, 민주주의, 경제에 대한 녹색당의 입장을 정리했다.
2002년 연방의회 선거에서 녹색당은 8,6 % 득표를 했다. 녹색당은 사민당과 함께 2기 적녹연정을 구성했다. 크리스티안 슈트뢰벨(Christian Ströbele)는 베를린 Friedrichshain, Kreuzberg, Prenzlauer Berg-Ost선거구에서 최초로 지역구의원으로 당선되었다.
청년조직 Grüne Jugend과 상응하게 당의 노인조직인 Grüne Alte이 2004년 8월 베를린에서 창립되었다.

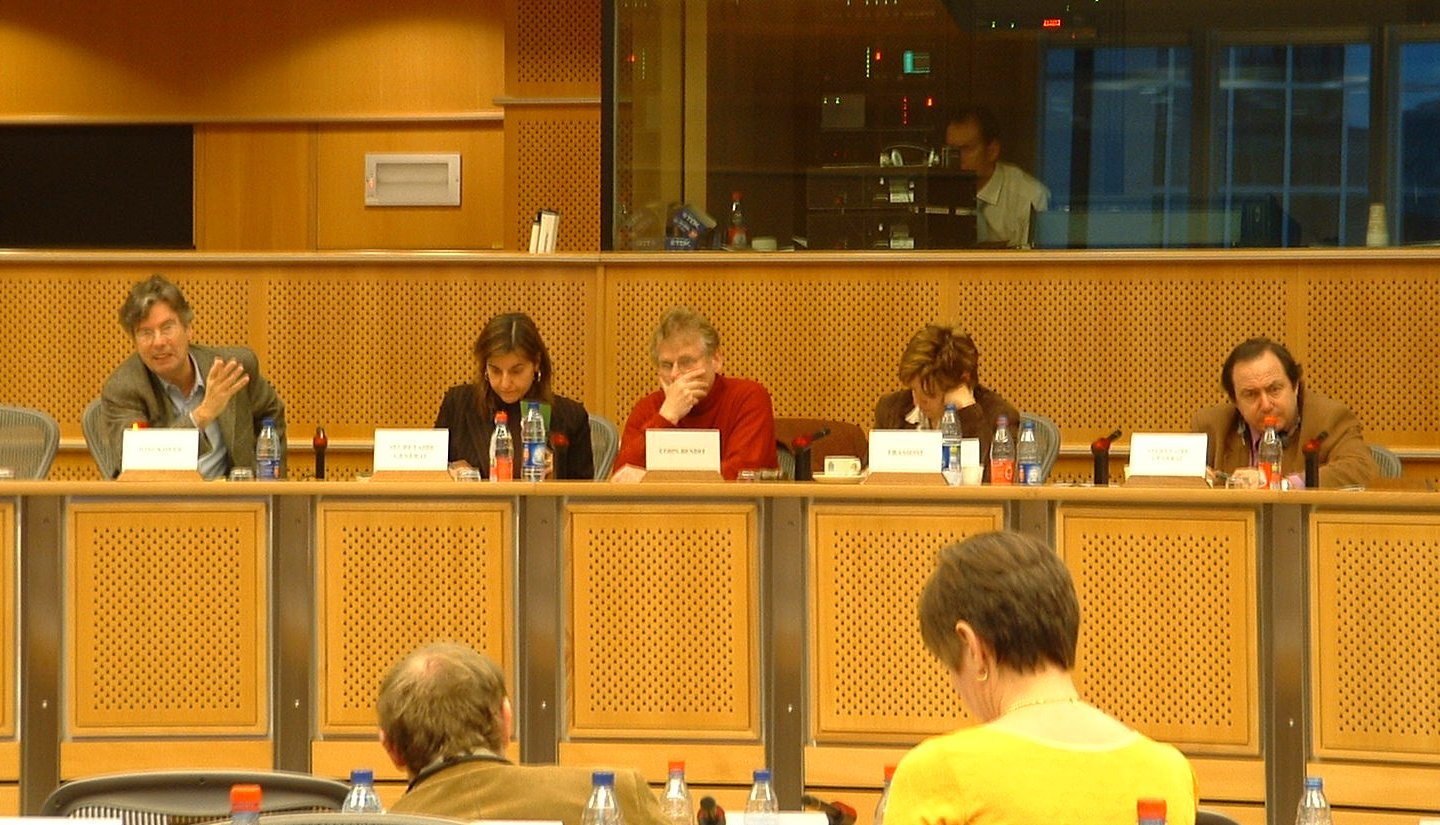
Bündnis 90/Die Grüne Fraktionssitzung im Europaparlament (2004)

2004년 유럽의회 선거에서 녹색당은 3.079.728 표, 11,94 % 득표로 사상최대의 성공을 거두었다. 베를린에서 2당의 위치를 차지했고 Berlin-Kreuzberg 선거구에서는 절대다수의 지지를 획득하는 데 성공했다.
2004년 9월에 실시된 작센 주 의회 선거에서 녹색당은 5,1 %를 획득해서 1998년 이후 동독지역에서 최초로 의회에 재진출하게 되었다. 같은 해 실시된 브란덴부르크주와 작센 안할트에서 5%봉쇄조항을 돌파하는 데 실패했다.
2005년 5월 11의 Obrigheim 핵발전소의 정지는 녹색당의 에너지정책과 환경정책의 성공 예로 받아들여지고 있다.
현재 당원 수는 약 44.250명이다.

### 2005-2012 :다시 야당으로
2005년 연방 하원 선거 결과 기민련과 사민당의 대연정이 결성되어 녹색당은 야당이 된다. 2005년 녹색당은 사회적 연대, 환경, 자유, 평등, 사회적 균형을 정당이념으로 하고 있다. 구체적인 공약은 다음 표와 같다.
| 경제정책                                     | 환경/에너지                                            | 치안/법률                    | 가족/여성                                                | 조세/복지                                                        | 외교/안보                                    |
| 자원절감, 해고보호, 정부보조로 임금비용 감소 | 재생에너지, 태양셀, 유전자변형 농업반대, 공공교통 확대 | 동성혼 보호, 청소년 범죄예방 | 임신 자기결정, 1살 이후 육아보호 법적권리, 차별없는 고용 | 조세감축 반대, 특별규정 폐지, 연금보호기능 강호, 실업자보호 강화 | 무기수출금지, 개발원조 확대, 정의로운 세계화 |

2009년 연방 하원 선거 결과 종전보다 늘어난 68석을 획득하고 10.7%의 지지를 받아 최초로 10% 이상의 지지율을 올린다.
2011년 바덴뷔르템베르크 주의회 선거에서 사민당보다 1석을 더 얻어 녹적연정(녹색+사민)을 결성, 최초의 녹색당 주지사를 배출하였다.
2011년 5월 22일 실시된 브레멘 주의회 선거에서 최초로 기민당보다 의석수가 많은 원내 제2당이 되었다.
2011년 9월 메클렌부르크포어포메른주 선거에서 의석을 획득하여 녹색당 사상 처음으로 모든 주의회에 의석을 가진 전국정당이 되었다.
2013년 9~10월로 예정된 연방 하원 선거를 당겨 조기 선거를 할 것을 주장하고 있으며, 차기 총리를 배출하는 것을 목표로 하고 있다.

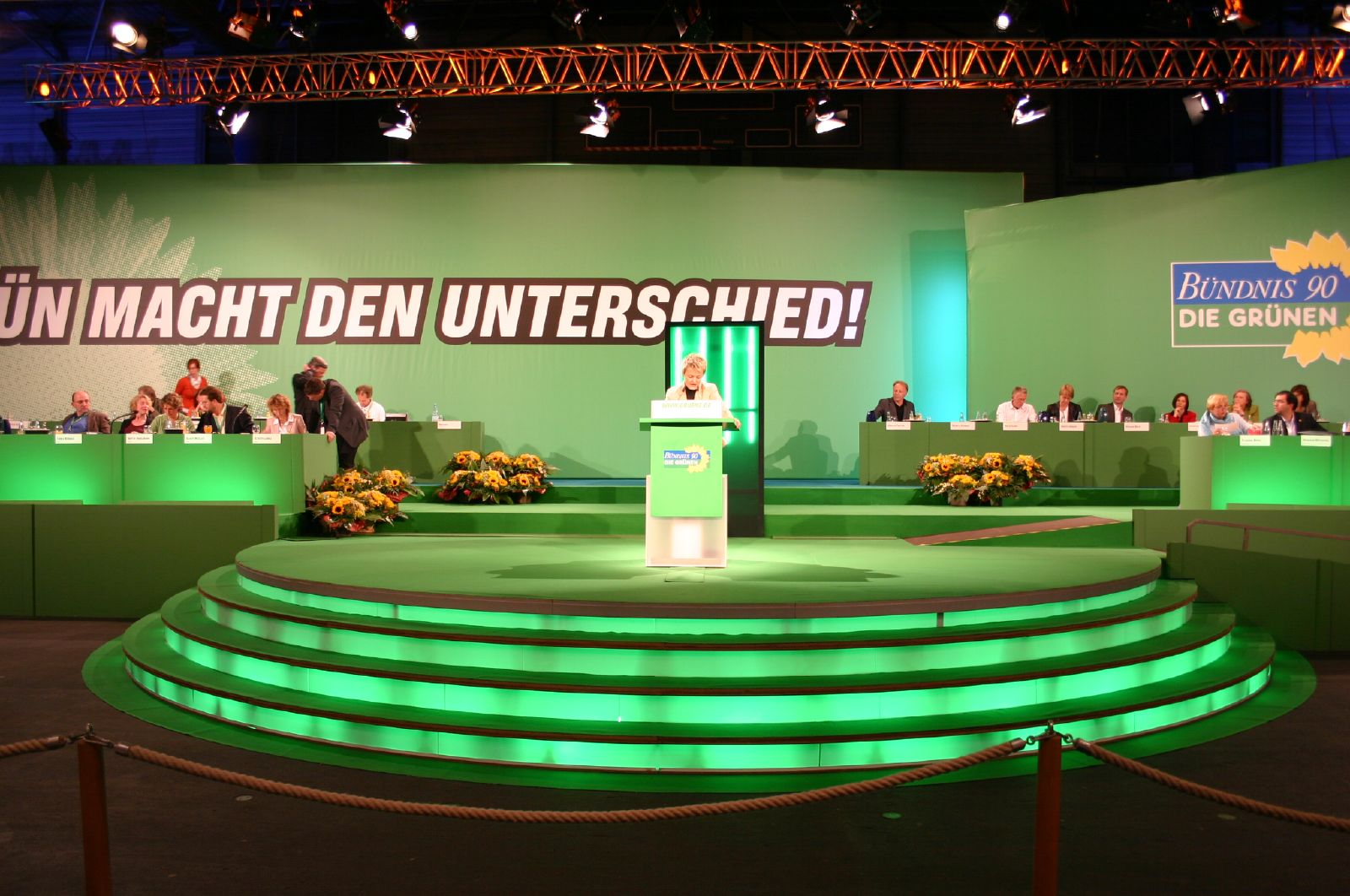
Federal party convention in Oldenburg; Renate Künast speaking(2005)

### 2013년-
2013년 9월 22일, 총선에서 녹색당은 8.4%의 지지율을 얻었다.
이는 녹색당이 2009년 얻었던 지지율인 10.7%보다 2.3% 낮은 지지율이다. 반면 2013년 총선의 결과 기민/기사당은 총 311석을 확보했다. 이어서 사민당은 193석을 얻었으며, 좌파당은 64석, 녹색당은 63석을 얻었다.
이로써 녹색당은 기민(CDU)/기사당(CSU), 사민당(SPD), 좌파당(die Linke)에 이어서 제4당이 되었다.
녹색당은 ‘채식의 날 운영’ 공약을 내세웠고, ‘원전폐기’ 공약을 내세웠으나 별다른 지지율을 얻지 못했다.
2013년 총선에서 녹색당이 승리를 거두지 못한 데에는 녹색당이 주요하게 내세웠던 ‘원전폐기’공약이 그 실효성을 잃었기 때문이라고 평가된다.
메르켈총리는 “후쿠시마가 나의 생각을 바꾸었다. 우리에겐 안전이 무엇보다 가장 소중한 가치이다”라고 선언했다.
그 결과 녹색당이 내세우던 주요 공약이 더 이상 녹색당만의 정책이 되지 못함으로써 녹색당은 2013년 총선에서 지지를 얻는 데에 실패했다.
2013년 총선기간동안 녹색당은 ‘소아성애 합법화 지원 파문’을 겪었다.
녹색당이 1980년대 소아성애를 합법화하는 내용의 주장에 동의하고, 관련 단체를 지원했다는 정보가 ‘슈피겔’을 통해 보도되었다.
특히 슈피겔은 녹색당 기록보관소의 자료를 인용하여 녹색당이 1980년대 게이와 남색자, 성전환자들의 연합단체인 BAG SchwuP(BAG)에게 재정적인 지원을 했다고 보도했다. 또한 이 단체가 소아성애의 합법화를 추진했다고 전하였는데, 이 사건은 녹색당이 2013년 총선에서 실패한 주요한 원인으로 여겨지고 있다.
그러나 연정협상이 시작된 지 채 일주일이 걸리지 않아 녹색당과 여당의 연정협상을 결렬되었다. 10월 15일 시작되어 16일 새벽까지 계속된 협상과정에서 무기 수출, 난민 수용, 에너지 정책 등에서 녹색당과 여당은 서로의 정책적 노선 차이를 극복하지 못했다. 특히 녹색당이 세금 인상 요구를 고수한 것이 연정협상에서 가장 큰 걸림돌로 작용했다. 따라서 여당은 제 1 야당인 사회민주당(SPD)와 연정할 확률이 높아졌고, 독일 현지 언론사에 따르면 독일 국민의 66%가 대연정을 찬성한다고 전해졌다.
2017년 독일 총선에서 독일 녹색당은 709석 중 67석을 얻어 의석을 조금 늘렸다. 이후 기민련, 자민당과 '자메이카 연정'을 구상하려 하였으나, 결국 자민당과 원자력 발전소 문제로 충돌하였고 연정은 무산되었다.
2018년 현재 독일을 위한 대안을 가장 격렬하게 반대하는 정당 중 하나이며, 이슬라모포비아에 대해 반대하는 좌파 성향의 유권자들의 지지를 모아 최대 24%까지 지지율을 상승시켰다.

## 구조

### 지지자 구조
녹색당 지지자는 평균보다 고학력에 소득도(월 2317유로)비교적 높으며, 또한 상대적으로 젊다(38.1세). (출처: Infratest Dimap의 ARD방송을 위한 1000명 조사, 2005년 2월)
지지율이 높은 지역은 주로 독일 대도시 지역들이다. 프라이부르크(Freiburg im Breisgau)과 베를린의 크로이츠베륵(Berlin-Kreuzberg, 녹색당 창당 이후 최초-2005년 선거-의 지역구 독일연방하원의원을 배출한 지역)과 쾰른시내 및 근교지역은 지지율이 특별히 높다. 현재 전국적으로는 10%대를 상회하고 있다.

### 할당제
초기의 전통에 따라 녹색당은 여전히 발언과 공직후보명부에 남녀순번제가 실시되고 있다. 녹색당에서는 모든 회의에서 발언을 남녀 순번제로 실시하고 있고 공직자후보 명부도 남녀순번제를 유지고하고 있다.
녹색당은 이런 규칙을 여성의 적극적으로 차별에 대항해 투쟁하고 여성 정치인의 비율을 높이기 위해 꼭 필요한 제도라고 생각하고 있다.
한편에서는 이 규칙을 남성차별, 즉 역차별이라고 생각하기도 한다.

### 당 지도부
당 대표회의는 6명으로 구성 된다. 이중 2인(클리우디아 로트와 라인하르트 뷔티코퍼)이 당대표가 된다. 사무총장은 슈테피 렘케가 맡고, 재무담당은 디트마 슈트렐이 맡고 있다. 나머지 2인의 공동대표는 캇챠 후젠과 Omid Nouripour이다.
"공직당직겸직 금지"가 근소한 차이로 폐지되지 않았던 2002년 12월 당대표선거에 당시 당대표였던 클라우디아 로트는 출마하지 않았다. 2004년 10월 킬(Kiel)에서 실시 된 선거에 클라우디아 로트는 출마할 수 있었다. 왜냐하면 당원투표를 통해 공직당짐 겸짐 금지 규정을 완화해 연방의회 의원은 당대표를 맞을 수 있도록 했기 때문이다.
6명의 당대표는 2년마다 당 대회에서 선출된다.

### 기타
청년 조직은 녹색 청년(Grüne Jugend)이다. 독일 녹색당은 유럽 녹색당에 속해 있다.

## 주요 당원
- Marieluise Beck, 연방의원, 연방 가족부 Ausländerbeauftragter|Ausländerbeauftragte & Staatssekretärin
- Volker Beck , 연방의원, 초대 원내총무
- Angelika Beer, 유럽의회의원, 전 당대표, 전연방의원
- Frank Bsirske, 노조 Ver.di 위원장
- Daniel Cohn-Bendit, 유럽의회의원, 유럽의회 원내대표
- Andrea Fischer, 전 연방 건강사회안전부장관|연방건강부장관
- Joschka Fischer, 외부부 장관 그리고 부수상
- Bärbel Höhn, 전 Nordrhein-Westfalen주 환경부 장관
- Renate Künast, 소비자보호, 식량, 농업부 장관
- Fritz Kuhn, 연방의원, 전 당대표
- Anna Lührmann, 연방의원, 최연소 국회의원
- Oswald Metzger,전연방의원 und 재정정책담당
- Kerstin Müller, 연방의원, 외무청 국무비서
- Cem Özdemir, 유럽의회의원, 전 연방의원
- Gunda Röstel, 전 대변인
- Claudia Roth, 연방의원, 당대표, 외무청 인권당담
- Heide Rühle, 유럽의회의원, 1999년 유럽의회선거 1번후보
- Krista Sager, 연방의원, 원내 대표
- Rezzo Schlauch, 연방의원, 경제 노동부 의회내 국무비서
- Hans-Christian Ströbele, 연방의원, 원내부대표
- Jürgen Trittin, 환경부 장관'
- Antje Vollmer, 연방의원, 연방의회 부의장
- Ludger Volmer, 연방의원, 전 외무청 국부비서
- 안나 뤼어만, 연방의원, 세계 최연소 국회의원 기록 보유자

### 이전 당원

#### 사망자
- Rudolf Bahro, (1935-1997)
- Gerd Bastian, (1923-1992)
- Joseph Beuys, (1921-1986)
- Rudi Dutschke, (1940 - 1979)
- Petra Kelly, (1947-1992)
- Dirk Schneider, (1939-2001)
- Udo Tischer, (1956-1992)
- Wolfgang Ullmann, (1929-2004)

#### 탈당 또는 당적 변경자
- Heike Dederer, (*1969), Baden-Württemberg주 주의회 의원, 2005년 CDU입당
- Jutta Ditfurth, (*1951), 창당 멤버, 1991년 탈당 , 현재 생태좌파(Ökologische Linke)
- Thomas Ebermann, (*1951), 환경사회주의자, 전 연방의원 , 1990년 탈당
- Jamal Karsli, (*1956), 주의회 의원 (NRW주), 현재 FAKT
- Vera Lengsfeld, (*1952), 1996년 CDU 입당
- 오토 실리, (*1932), 1989년 독일 사회민주당 입당, 슈뢰더 정부(1998~2005)에서 행정자치(내무)부 장관 역임.
- Baldur Springma, (1912-2003), 생태 농민(Ökobauer), 창당멤버 1982년 탈당, 생태민주당 창당, 이후 다양한 극우 조직에서 활동
- Rainer Trampert, (*1946), 80년대 당내 좌파의 대표주자. 녹색당 연방대표회의 대변인. 1990년 탈당

## 역대 선거 결과
| 선거        | 당선자   | 득표율 | 집권 여부           |
| ----------- | -------- | ------ | ------------------- |
| 1980년 총선 | 0 / 519  | 1.5%   | 원외 정당           |
| 1983년 총선 | 28 / 520 | 5.6%   | 야당                |
| 1987년 총선 | 44 / 519 | 9.1%   | 야당                |
| 1990년 총선 | 8 / 662  | 5.0%   | 야당                |
| 1994년 총선 | 49 / 672 | 7.3%   | 야당                |
| 1998년 총선 | 47 / 669 | 6.7%   | 여당(사민당과 연정) |
| 2002년 총선 | 55 / 603 | 8.6%   | 여당(사민당과 연정) |
| 2005년 총선 | 51 / 614 | 8.1%   | 야당                |
| 2009년 총선 | 68 / 620 | 10.7%  | 야당                |
| 2013년 총선 | 63 / 630 | 8.4%   | 야당                |
| 2017년 총선 | 67 / 709 | 8.9%   | 야당                |

## 같이 보기
- 반핵 운동
- 녹색당
- 독일의 정당 목록

## 참고 문헌
Ditfurth , J. (2001). Das waren die Grünen - Abschied von einer Hoffnung. Econ Verlag, Berlin.
Elsässer , J. (2002). Make Love and War - Wie Grüne und 68er die Republik verändern. Pahl-Rugenstein.
Klein, M, & Arzheimer, K. (1997). Grau in Grau - DIE GRÜNEN und ihre Wähler nach eineinhalb Jahrzehnten. Kölner Zeitschrift für Soziologie und Sozialpsychologie, 49, S. 650-673.
Lamla , J. (2002). Grüne Politik zwischen Macht und Moral. Campus Verlag, Frankfurt am Main.
Raschke, J. (2001). Die Zukunft der Grünen. Campus Verlag, Frankfurt am Main.